# Angelina Mihajlova
Krasimira Bogdanova (nacida el 9 de junio de 1960 en Plovdiv) es una exjugadora de baloncesto búlgara. Consiguió 1 medallas en competiciones oficiales con Bulgaria.